# Shirley Cothran
Shirley Cothran (18 settembre 1952) è una modella statunitense, eletta Miss America 1975.
Cothran ha utilizzato i soldi della borsa di studio vinta con il concorso per ottenere il proprio dottorato in educazione. In seguito ha intrapreso la carriera di speaker motivazionale, e vive in Texas.